# ダイレクトマーケティング
ダイレクトマーケティング（direct marketing）とは、標的消費者として慎重に選ばれた個人あるいは法人から直接反応を獲得し、リレーションシップを構築していくマーケティングの方法であるが、今日的な意味においては、マーケティングの一部でもマスマーケティングの対照となるものではなく、情報テクノロジーの驚異的な進化により、マーケティングの発想と技術を革新させたもの、ととらえるべきである。

## ダイレクトマーケティングの概要
1961年にレスター・ワンダーマンが、科学的な広告原理に基づき、効率的な販売方法として世界で初めて提唱したもので、従来の広告の目的である伝えることよりも、レスポンス（反応）を獲得することに主眼を置いている。そのため、イメージ広告よりもセールス色が強いと言われており、通信販売業界、金融、IT、自動車業界など元々顧客からの反応を必要とするビジネスに適用されることが多い。
概念的にダイレクトマーケティングとダイレクトメールを混同したり、あるいは通信販売と同一とらえるのは誤りであり、実際には初回購入獲得のためにテレビや 新聞などのマスメディアも多く用いる、また通信販売ではないダイレクトマーケティングも多い。
基本的なメディアはダイレクトメールとインターネットであるが、初期段階の顧客を獲得するためにはマスメディアであるテレビや新聞、雑誌、折込広告等も用いる。また、ダイレクトマーケティングでは、広告予算を経費として考えず、投資と回収の関係でとらえるため、うまく会社の体質と適合すると急成長し、世界的な企業となる例が多い。また、ダイレクトマーケティングはデータベースマーケティング、インターネットマーケティング、CRM (顧客関係管理)、ワントゥワンマーケティングなど、今日のマーケティングで重要しされるもののベースとなっており、例えばインターネットマーケティングで用いられる用語や概念はダイレクトマーケティングの概念から派生したものである。
このように、ダイレクトマーケティングは、マーケティング分野において、枢要な位置を占めており、タイム誌が選んだ20世紀の三大広告人デビッド・オグルビー、レスター・ワンダーマン、セルジオ・ジーマンの3人は全員、ダイレクトマーケティングと関係が深い。

## ダイレクトマーケティングの捉え方
ダイレクトマーケティングをダイレクトメールや、通信販売のこと、あるいはマスマーケティングの対極にあると勘違いされることが多いが、前述の通りマスメディアを使ったブランド形成も重要である。大事なのは、顧客との関係性の継続であり、投資と回収の関係を作ることにある。
そのため、大量生産時代の終焉と言われる今日においては、知らず知らずのうちにダイレクトマーケティングだと意識しなくても既に実践している場合も多い。ダイレクトマーケティングの範疇はとても広範であるため、以下、目的・プログラム別と、メディア・チャネル別、類似概念・派生概念別と3つの方法で捉えてみる。なお、マスマーケティングの立場からすると、どうしてもメディア・チャネル別の捉え方をすることが多いようだが、メディアもチャネルもダイレクトマーケティングを構成する一要素に過ぎない。

### 目的・プログラム別の捉え方
- マイレージプログラム -　航空会社を中心に行われているサービスであり、顧客関係管理の方法である。
- フリークエント・ショッパーズ・プログラム　-　会員カードやポイントの付与によって顧客の囲い込みを狙うもの。
- メンバー・ゲット・メンバープログラム（リフェラル）-　いわゆるお友達紹介。
- オープンエンドコンティニュイティプログラム（継続プログラム）-　いわゆる頒布会、シリーズ販売。オープンエンドとは途中解約を可能としたもので、途中解約が出来ないのはクローズエンド。
- ダイレクトプロモーション　-　レスポンスを獲得する形でのプロモーション展開。
- セールスプロモーション -　オープン懸賞、クローズド懸賞など、ダイレクトマーケティング計画の中に組み込まれることがある。
- サンプラー　-　新規顧客情報の獲得を狙って、試供品の提供等を行うこと。
- リードジェネレーションプログラム　-　新規見込客を、優良見込客、顧客へと育てていくもの。
- オプトインプログラム　-　商業目的に個人情報を活用して良いことを承諾してもらい、個人情報の取得をめざすもの。
- コアップ　-　複数の企業による共同データベース利用。ショッピングモールのような複数の企業体を集まった所から顧客へのアプローチがこれに当たる。
- テレリサーチ　-　個人情報の拡充（住所、氏名程度しか無いものを興味・関心事など商品購入に影響すると思われる情報の収集）をテレマーケティングによって実現するもの。

### チャネル別の捉え方
- ダイレクトレスポンスマーケティング
- ダイレクトレスポンス広告
- インターネットマーケティング
- ダイレクトメール
- テレマーケティング
- FAX DM
- テイクワン（設置型広告）
- カタログ販売
- Eメールマーケティング
- Eコマース

### 類似概念・派生概念別による捉え方
- 顧客関係管理
- ワントゥワン（1 to 1）マーケティング
- IMC（統合型マーケティング・コミュニケーション）
- クローズド・ループ・マーケティング
- インターネットマーケティング

## ダイレクトマーケティング専門用語
マスメディアのように視聴率や発行部数はあまり重視しない傾向にある。あくまでも発信者側よりも受け手の反応を重視する。

### 戦略系の用語
- オファー - その商品の購入、あるいはレスポンスによって顧客が得られるメリット
- 見込客 - その商品を購入してくれそうな消費者。資料請求、イベント来場等の形で何かしらのレスポンスをしたことがある人
- 優良見込客 - 見込客の中でも特に購入してくれそうな消費者
- パーソナライゼイション - personalization　顧客データベースの属性に基づき、一人ひとり異なる情報を伝えようとするもの。バリアブルともいう。POD、インターネット上のマイページなどはこの考えに基づく。

### クリエイティブ系の用語
- レスポンスデバイス - レスポンスをしてもらうための仕掛け、方法のこと。具体的には、電話（フリーダイヤル）、FAX、返信用ハガキ、ウェブサイトのURL表記、QRコードなどを指す。
- POD（Print On Demand） - 顧客ひとりひとりに可変（バリアブル）な情報を印刷する方法（バリアブル印刷）。富士ゼロックス、コダックなどプリンターメーカーが力を入れている。

### 効果測定のための用語
- レスポンス数 - レスポンス数
- レスポンス率 - レスポンス数÷実施数×100
- CPR - Cost Per Response レスポンス1件あたり必要なコスト
- CPO Cost Per Order - 注文1件あたり必要なコスト
- コンバージョン率 - レスポンスから注文へ至った割合
- BFP - Break Even Point - 損益分岐を達成するのに必要なレスポンス数、あるいはレスポンス率
- 貢献利益 - マーケティング活動をする上で得られる純利益
- ROI -Return On Investment - 投資収益率、投資額に対する貢献利益。元々は経営用語なのでマーケティングROIという言い方をする場合もある[10]。
- LTV - Life Time Value - 顧客生涯価値　ある一定期間におけるROIの総和
- データマイニング

### インターネットマーケティングで使われているダイレクトマーケティング用語
- レスポンス数→PV（ページビュー）
- レスポンス率→CTR（Click Through Rate）
- スプリットラン→WEBスプリットラン、あるいはLPO（Landing Page Optimization）ランディングページ最適化

## ダイレクトマーケティングによって成功したと言われている代表的な企業

### 世界
- Amway
- アメリカン・エキスプレス
- ネスレ
- メットライフ
- フォード・モーター
- メルセデス・ベンツ
- BMW
- デルコンピュータ

### 日本企業の代表例
※以下は日本の代表的な企業の例。
- ベネッセコーポレーション
- ネスレジャパン
- ジュピターショップチャンネル
- ファンケル
- アスクル

## 代表的なダイレクトマーケター

### 世界
- レスター・ワンダーマン - アメリカ三大広告人のひとり
- デビッド・オグルビー - アメリカ三大広告人のひとり
- セルジオ・ジーマン - アメリカ三大広告人のひとり
- ジェイ・エイブラハム
- ボブ・ストーン
- ダン・ケネディ

### 日本（50音順）
- 伊澤正行 - 株式会社ディーエムネットワーク代表取締役
- 岡徹 - ダイレクトマーケティングジャパン株式会社代表取締役
- 岡崎太郎- 株式会社アイティマネジメント会長
- 柿尾正之- 社団法人日本通信販売協会理事
- 金森努  - 有限会社金森マーケティング事務所取締役社長、グロービス経営大学院大学教員
- 神田昌典- 株式会社アルマクリエイションズ代表取締役
- 田村哲二- 株式会社ダイレクトマーケティンググループ代表取締役
- 藤田浩二 -  社団法人日本ダイレクト・メール協会理事、全日本DM大賞審査委員
- 細野晴義 - 株式会社ニューロ・テクニカ代表取締役、一般社団法人日本ニューロマーケティング協会理事、日本脳電磁図トポグラフィ研究会評議員
- 山田尚 -  レスポンス総合研究所　所長
- 渡辺正明 - 社団法人日本ダイレクト・レスポンス・マーケティング協会　会長

### 代表的な研究者
- 中澤功 ダイレクトマーケティング戦略ラボ代表、元法政大学経営学部講師
- 亀井昭宏 早稲田大学商学部教授・日本ダイレクトマーケティング学会会長
- 上原征彦 明治大学大学院教授・日本ダイレクトマーケティング学会副会長
- 香田正人 筑波大学大学院教授、日本ダイレクトマーケティング学会サービス＆リレーションシップ・マーケティング研究部会長
- ルディー和子 ウィトンアクトン社代表取締役、早稲田大学大学院客員教授、日本ダイレクトマーケティング学会副会長・全日本DM大賞審査委員
- 柿尾正之 社団法人日本通信販売協会理事・主幹研究員

## 関連団体他
- 日本通信販売協会
- w:Direct Marketing Associations